# Медаль «За заслуги перед Республікою» (Мальта)
Медаль «За заслуги перед Республікою» (мальт. Midalja għall-Qadi tar-Repubblika) — нагорода Республіки Мальта, заснована у 1975 році. Вручається за видатні заслуги перед державою.

## Порядок нагородження
Медаль вручається Президентом Мальти за письмовою згодою Прем'єр-міністра мальтійським громадянам і організаціям, але може присуджуватися й іноземцям на почесній основі. На практиці, однак, подати пропозицію про нагородження можуть усі громадяни Республіки та громадські організації. Пропозиції оцінюються та подаються до комітету, члени якого призначаються прем'єр-міністром. Протягом року медаллю може бути нагороджено не більше десяти громадян Мальти. Кількість живих нагороджених медаллю громадян Мальти обмежена сотнею, нагороди іноземних громадян не підпадають під чисельні обмеження. Медалі вручає Президент під час урочистої інвеститури. Імена медаллю публікуються в офіційному бюлетені уряду «Урядовий вісник». Медаль може бути присвоєна посмертно. 
Нагородження не пов'язане з будь-якими матеріальними вигодами чи іншими привілеями, окрім того, що нагороджені мають право використовувати постномінальні літери «M.Q.R.». 

## Опис
Медаль «За заслуги перед Республікою» має форму білої емальованої п'ятикутної зірки шириною 41 мм зі скошеними променями між плечима зірки. На аверсі зображено герб Мальти на металевому диску золотого кольору, накладеному на зірку. На верхній точці зірки розміщено напис золотом «1975». На реверсі рельєфно зображено карту Мальтійських островів, оточену вінком, під яким розташовано напис «Għall-Qadi tar-Repubblika» (укр. «За заслуги перед республікою»). Стрічка медалі має ширину 32 мм, наполовину біла і наполовину червона. У жіночому варіанті стрічку зав'язують у бант. 

## Деякі з нагороджених медаллю
- 13 грудня 1992: яхтсмен Джон Ріпард[en].
- 13 грудня 1996: співачка Мері Спітері[en].
- 13 грудня 2000: футболіст Кармел Бусуттіл; письменниця Марія Греч Ганадо[en].
- 13 грудня 2001: політик Джозеф Мускат.
- 13 грудня 2004: письменник Тревор Зара.
- 13 грудня 2008: співачка Іра Лоско; Морська ескадра Збройних сил Мальти.
- 13 грудня 2013: Авіаційне крило Збройних сил Мальти; співачка Гайя Каукі (переможниця Дитячого Євробачення 2013).
- 13 грудня 2015: співачка Дестіні Чукуньєре (переможниця Дитячого Євробачення 2015).